# آمیر اوغلی
آمیر اوغلی (ارمنی: Ամիր Օղլի؛ انگلیسی: Amir Ołli زادهٔ حدود ۱۷۴۰ - درگذشته ۱۸۲۶)، عاشوق اهل ارمنستان بود.

## زندگی‌نامه
در یک خانواده ثروتمند و سرشناس در Burvar اصفهان به دنیا آمد. آمیر اوغلی در کودکی به همراه خانواده اش در جلفای نو سکنی گزید. سفر زیارتی به صومعه کاراپت مقدس، موش نمود.